# Delresto (Echoes)
«Delresto (Echoes)» es una canción de la cantante estadounidense Beyoncé y el rapero y cantante estadounidense Travis Scott con la voz invitada no acreditada de Justin Vernon de la banda de folk indie estadounidense Bon Iver. Fue lanzado a través de Parkwood Entertainment, Cactus Jack, Columbia y Epic Records como el segundo sencillo del cuarto álbum de estudio de Scott, Utopia, y tanto el sencillo como el álbum se lanzarán el 28 de julio de 2023. Producida por Scott, la canción fue escrita por los vocalistas junto con James Blake y los productores adicionales Beyoncé, Hit-Boy, Mike Dean y Allen Ritter.

## Trasfondo
En una entrevista a Complex de 2015, Scott declaró que quería colaborar con Beyoncé. Él dijo: «Sabes, soy de Houston, ella es de Houston. Siento que definitivamente estamos en el momento adecuado para hacer algo de música». En 2019, se reveló en una entrevista de Vibe con el artista de R&B Tone Stith que tanto Beyoncé como Scott todavía buscaban colaborar, ya que la canción de Stith «Good Company» comenzó como una demostración para Beyoncé y Scott antes de completarse junto a Quavo y Swae Lee. Posteriormente, en la gira Renaissance World Tour 2023 de Beyoncé, interpretó la canción «America Has a Problem». Mientras sonaba la canción, en las pantallas del concierto se mostraban imágenes de un periódico titulado «The Echo». Estas imágenes sirvieron como una pista hacia «Delresto (Echoes)», y luego fueron identificadas como un componente importante en la portada del sencillo.

## Composición
Se ha descrito que «Delresto (Echoes)» tiene un «instrumental vibrante y progresivo». Hace comparaciones con el último álbum de Beyoncé, Renaissance, debido a sus similares «ritmos inspirados en el house y estética musical». En esta pista, Scott asume un papel más moderado, lo que le permite a Beyoncé dirigir la canción y superponer sus propias «especulaciónes nebulosas con Auto-Tune como telón de fondo».

## Recepción
«Delresto (Echoes)» recibió críticas positivas, y los críticos elogiaron especialmente la interpetación de Beyoncé. Gabriel Bras Nevares de HotNewHipHop caracterizó el tema como «eufórico» y lo identificó como un destacado de Utopia. Explicó que «la pista se siente completa sin exagerar su opulencia». Complex consideró la presentación de Beyoncé como la «mayor sorpresa» del álbum, similar a la aparición de la cantante en la canción «Can I» de Care Package de Drake. El escritor de The Recording Academy, Michael Saponara, calificó la canción como «uno de los cameos más comentados de Utopia», elogiando la producción de la canción y comentando que «si bien Beyoncé hace gran parte del trabajo pesado en «Delresto (Echoes)», el verso de Scott aún se destaca». Escribiendo para Billboard, Mackenzie Cummings-Grady la incluyó como la cuarta mejor canción de Utopia. Observó que aunque la canción parecía rellena, aún podía «despegar gracias al ritmo de la era Renaissance de Beyoncé, que encaja bien con la visión distópica de Utopia». Barnaby Lane de Insider destacó «los tonos angelicales de Beyoncé», que completan «el sonido minimalista de la pista y el verso corto del propio Scott».

## Listas
| Listas (2023)                          | Posición más alta |
| -------------------------------------- | ----------------- |
| Australia (ARIA)                       | 34                |
| Australia Hip Hop/R&B (ARIA)           | 18                |
| Canadá (Canadian Hot 100)              | 26                |
| Francia (SNEP)                         | 38                |
| Global 200 (Billboard)                 | 19                |
| Islandia (Plötutíðindi)                | 25                |
| Italia (FIMI)                          | 63                |
| Lituania (AGATA)                       | 35                |
| Luxemburgo (Billboard)                 | 22                |
| Nueva Zelanda (Recorded Music NZ)      | 30                |
| Polonia (Polish Streaming Top 100)     | 38                |
| Portugal (AFP)                         | 37                |
| Sudáfrica (Billboard)                  | 18                |
| Sweden Heatseeker (Sverigetopplistan)  | 1                 |
| UK Streaming (OCC)                     | 45                |
| Estados Unidos (Billboard Hot 100)     | 25                |
| Estados Unidos (Hot R&B/Hip-Hop Songs) | 14                |